# خفافيش بنية صغيرة
خفافيش بنية صغيرة أو الخفاش البني الصغير (بالإنجليزية: Little brown bat)‏ هو نوع من الخفاشيات من صنف الخفافيش ذو أذنين الفأر يوجد في أمريكا الشمالية. له حجم جسم صغير وفراء بني لامع. وهو مشابه في المظهر للعديد من الخفافيش الأخرى ذات الأذن الفأرية بما في ذلك خفاش إنديانا، والخفافيش الشمالية طويلة الأذن، التي ترتبط ارتباطًا وثيقًا بها. على الرغم من اسمه، فإن الخفاش البني الصغير لا يرتبط ارتباطًا وثيقًا بالخفاش البني الكبير، الذي ينتمي إلى جنس مختلف.
نظام التزاوج الخاص به هو متعدد الزوجات، أو مختلط، وتلد الإناث طفل واحد سنويًا. يتم فطام الطفل، الذي يسمى الجراء، بسرعة ويصل إلى سن البلوغ في بعض الأبعاد بعمر ثلاثة أسابيع. يبلغ متوسط عمر الخفاش البني الصغير 6.5 سنوات، على الرغم من بلوغ فرد واحد في البرية 34 عامًا. وهي من الحيوانات ليلية، وتبحث عن فرائسها من الحشرات في الليل، وتجلس في الأشجار أو المباني أثناء النهار، من بين أنواع المجاث الأقل شيوعًا. إنه يتنقل ويحدد موقع الفريسة باستخدام بالصدى.
لدى هذه الكائنات عدد قليل من الحيوانات المفترسة ولكن يمكن قتلها من قبل الطيور الجارحةمثل البوم، وكذلك الحيوانات المفترسة التي تمشي على الأرض مثل الراكون وتشمل المصادر الأخرى من وفيات بسبب أمراض عديدة مثل داء الكلبو متلازمة الأنف الأبيض كانت متلازمة الأنف الأبيض سببًا كبيرا للوفيات منذ عام 2006، حيث قتلت أكثر من مليون خفافيش بنية صغيرة بحلول عام 2011. في شمال شرق الولايات المتحدة  كان فقدان السكان بسبب هذا المرض فقد كان شديدًا، حيث تم مسح عينات (الكهوف المستخدمة في السبات) بمتوسط فقدان عدد السكان تحت نسبة 90٪.
كثيرا ما يواجه البشر الخفاش البني الصغير بسبب عادته في النوم في المباني. وغالبًا ما تُعتبر المستعمرات في المباني آفات بسبب النفايات أو القلق من انتقال داء الكلب نادرًا ما تكون الخفافيش البنية الصغيرة مصابة بداء الكلب وقد حاول بعض الناس جذب القليل من الخفافيش البنية إلى ممتلكاتهم، ولكن ليس لمنازلهم، عن طريق صنع منازل لها.

## تصنيف
الخفاش البني الصغير من الأنواع المهددة بالإنقراض يوجد في ولاية ويسكونسن. الفراء الظهري يكون بني غامق لامع إلى بني زيتوني مع جانب بطني فاتح اللون. الخفاش البني الصغير هو من الخفاشيات ويتغذى على الحشرات المائية ذات الأجسام الرخوة ويوجد في المناخات الدافئة التي توفرها عوائق الأشجار ومنازل الخفافيش والمباني خلال فصل الصيف. يتغذى بشكل أساسي على المياه المفتوحة وعلى طول موائل الحافة. تدخل الخفافيش البنية الصغيرة في سبات في الكهوف والمناجم من أكتوبر حتى أبريل. يحدث التزاوج في الخريف، وتخزن الإناث الحيوانات المنوية حتى ظهورها في الربيع. عادة ما يولد جرو واحد في أوائل يونيو وينضج في غضون ستة أسابيع.
تم وصف الخفاش البني الصغير كنوع جديد في عام 1831 من قبل عالم الطبيعة الأمريكي جون إيتون كان في البداية في جنس الفيسبرتيليو، التي تعني ذات الحدين مشتقة من الكلمة الإنكليزية Vespertilio lucifugus كلمة " Lucifugus " مشتقة من الكلمة اللاتينية " lux " والتي تعني «الضوء» و " fugere " تعني «الفرار» و المزرعة النمطية تم جمعها في جورجيا بالقرب من مزرعة لو كونتي.
صنف هذا الخفاش، من ضمن خفافيش الليل، الخفاش البني الصغير من فصيلة مايتون أو مايتن، التي تحتوي فقط على الخفافيش ذات أذنين الفأر استنادا إلى دراسة أجريت عام 2007 باستخدام الميتوكوندريا و الحمض النووي، هو جزء من Nearctic كليد من الخفافيش ذو أذنين الفأر والأصناف الشقيقة هي خفافيش أريزونا.
اعتبارًا من عام 2005، تم التعرف على خمسة أنواع فرعية من الخفاش البني الصغير: خفافيش لوسيفوجوس، خفافيش ألاسينسيس، خفافيش كاريسيما،  خفافيش بيرنوكس، وريليكتوس سابقًا، تم اعتبار خفافيش أريزونا والخفافيش ذو العضلات الجنوبية الشرقية أيضًا سلالات فرعية، ولكن كلاهما معترف بهما الآن على أنهما نوعان كاملان في دراسة أجراها موراليس وكارستنز عام 2018، خلصوا إلى أن الأنواع الفرعية الخمسة مستقلة السلالات، مما يعني أن تجميعها معًا يستبعد السلالات الأخرى التي لها نفس السلف المشترك؛ وبالتالي فإن كل منها يضمن حالة محددة.
من بين أنواع الخفافيش الموجودة في ألاسكا، يعتبر الخفاش البني الصغير هو الأكثر شيوعًا وانتشارًا. تم توثيق هذا النوع في موائل تتراوح من الغابات المطيرة المعتدلة في جنوب شرق ألاسكا، إلى غابات التنوب أو البتولا في الداخل، إلى المجتمعات الخالية من الأشجار والشجيرات التي تهيمن عليها الشجيرات في المنطقة الغربية من الولاية. يبدو أن توزيعها محدود بسبب الحواجز الجغرافية وتوافرها والمناخ وطول الليل وتوافر الفرائس.

## علم التشريح وعلم وظائف الأعضاء

### الشكل

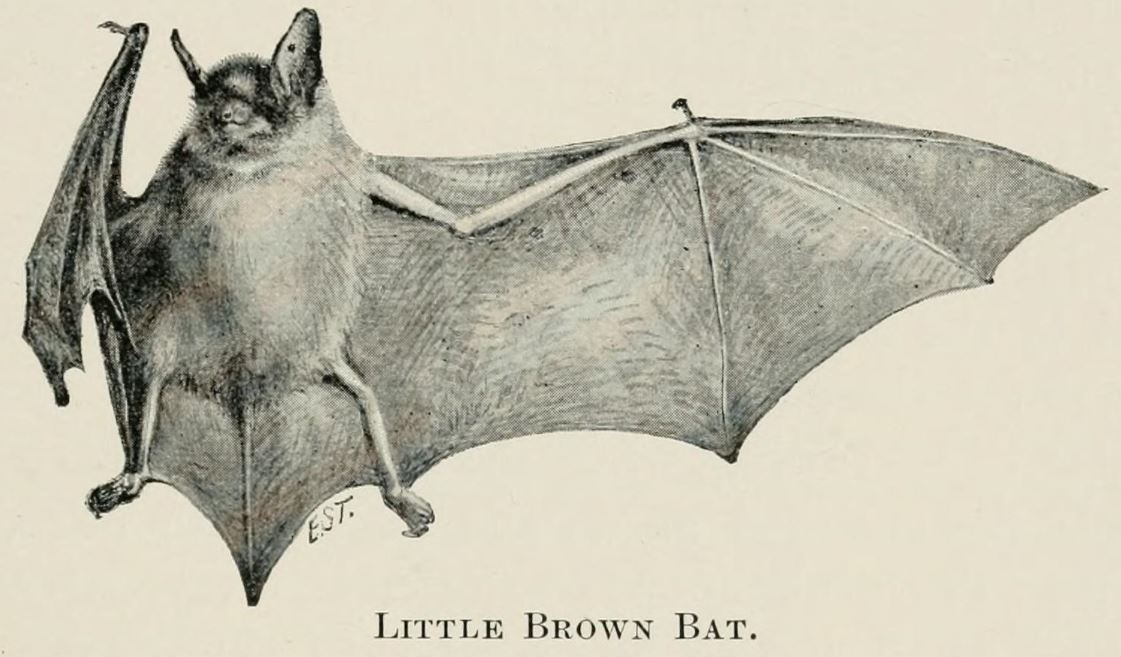
رسمة توضح شكل وإجزاء الخفاش البني الصغير

الخفاش البني الصغير هو نوع صغير، يبلغ وزن أفراده 5.5-12.5 جرام (0.19 - 0.44 أونصة) ويبلغ طول الجسم الإجمالي 8.0-9.5 سم (3.1-3.7 بوصة). ويكون الأفراد أقل وزن في الربيع عندما يخرجون من السبات. يبلغ طول الساعد 36-40 ملم (1.4-1.6 بوصة) وجناحيها 22.2 - 26.9 سم (8.7-10.6 بوصة). كنوع ثنائي الشكل، مع إناث أكبر من الذكور في المتوسط. من الممكن وجود مجموعة متنوعة من ألوان الفراء، حيث تتراوح القشرة من الباهت الباهت أو المحمر إلى البني الداكن. فراء بطنه أفتح لونًا من فراء ظهره. فرائه لامع المظهر، وإن كان أقل شدة على بطنه. وقد تم توثيق مجموعة متنوعة من اضطرابات تصبغ في هذه الأنواع، بما في ذلك المهق (الانعدام التام للالصباغ)، leucism (نقص جزئي من الصباغ)، و اسوداد الجلد (أكثر من تصبغ).
وهي من الثدييات ثنائية الأسنان، مما يعني أن لديها مجموعتين من الأسنان خلال حياتها - الأسنان اللبنية والأسنان البالغة. و صيغة الأسنان للأسنان اللبنية هو {\displaystyle {\tfrac {2.1.2.0}{3.1.2.0}}} ما مجموعه 22 سنًا، في حين أن أسنان البالغين {\displaystyle {\tfrac {2.1.3.3}{3.1.3.3}}} ليصبح المجموع 38 سن. يولد الأطفال حديثو الولادة («الجراء») بعشرين سنًا لبنيًا، والتي تصبح 22 سنًا عند ظهور الضواحك العلوية النهائية. تبدأ الجراء في فقدان أسنانها اللبنية بمجرد وصولها إلى طول 55-60 ملم (2.2-2.4 بوصة)؛ عادة ما يكتمل الفقد الكلي للأسنان اللبنية وظهور الأسنان البالغة بحلول الوقت الذي يبلغ فيه اليافع 80 ملم (3.1 بوصة).

### الرأس والأسنان

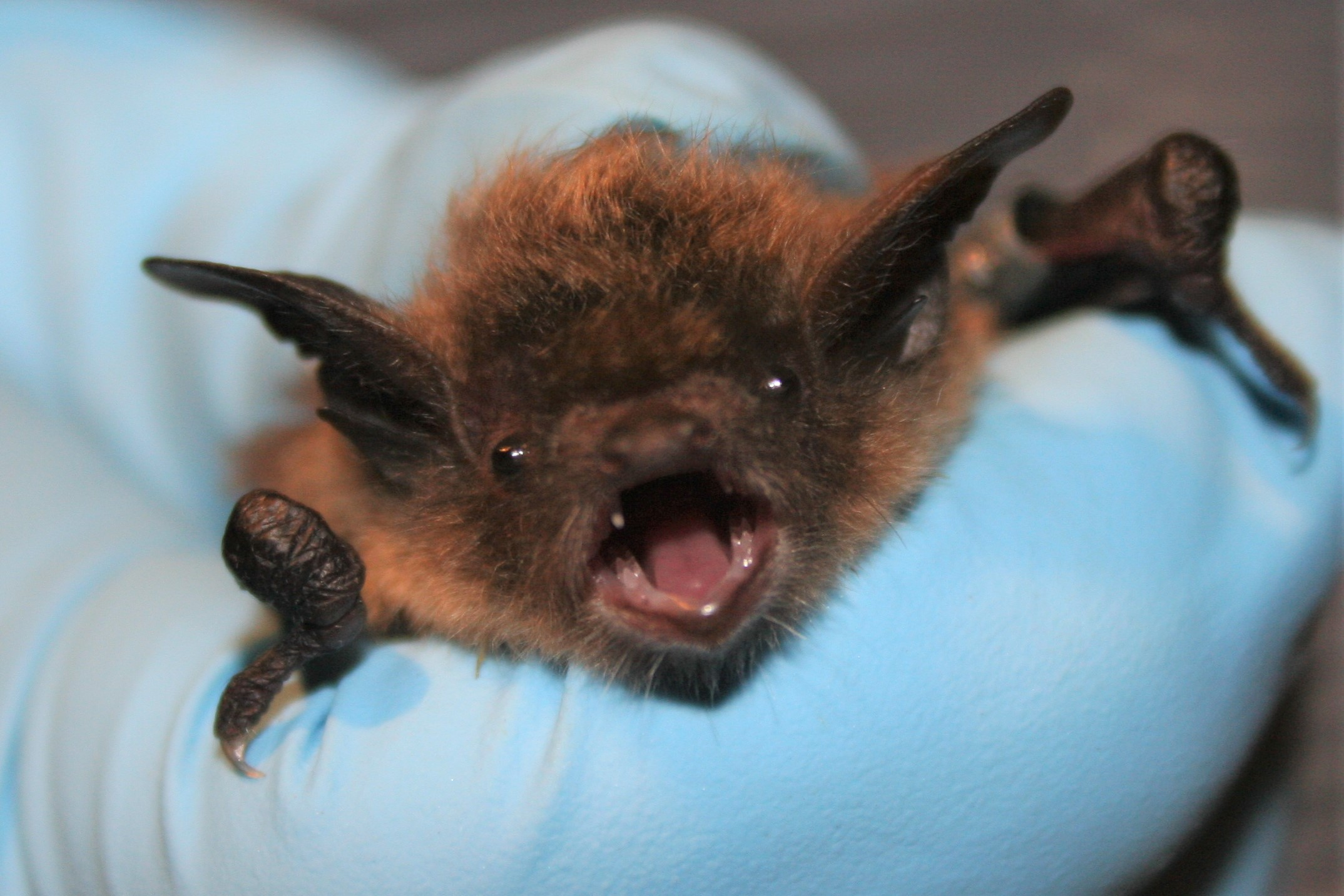
وجه خفاش بني صغير

له أنف قصير نسبيًا وجبهة مائلة بلطف. إنه يفتقر إلى قمة سهمية، والتي يمكن استخدامها لتمييزها عن عضلات خفاش أريزونا. يبلغ طول جمجمته 14-16 ملم (0.55 - 0.63 بوصة). و القحف يبدو دائري تقريبا على الرغم بالارض نوعا ما عندما ينظر اليها من الخلف. أذنيها هي 11,0-15,5 مم (0,43-0,61) لفترة طويلة، في حين اللوحات الغضروفية الخاصة به هذا تكون أمام فتحات الأذن، وهي بطول 7,0-9,0 مم يساوي (0,28-0,35 فت) تقريبا لفترة طويلة. تكون الأجزاء حادة عند الأطراف وتعتبر متوسطة الطول تقريبا.

### حواس
الخفاش البني الصغير هو كائن ثنائي اللون ومن المحتمل أن يكون بصره حساسًا للأشعة فوق البنفسجية والضوء الأحمر، بناءً على تحليل جيني اكتشف أن الجينات الأوبسين على شكل SWS1 و M
وقد تكون قدرته على رؤية الضوء فوق البنفسجي مفيدة في التقاط الحشرات، حيث أن 80٪ من أجنحة العث الليلية تعكس ضوء الأشعة فوق البنفسجية. من غير الواضح ما إذا كانت رؤية الضوء الأحمر مفيدة لهذه الأنواع أو كيف. تم تكييفها لرؤية أفضل في ظروف الإضاءة المنخفضة.
يفتقر الخفاش البني الصغير إلى عضو أنفي. بالنسبة إلى أنواع الخفافيش آكلة الفاكهة مثل خفاش الفاكهة الجامايكي، لها عيون صغيرة وظهارة شمية مخفضة. بدلاً من ذلك، لديها نظام أكثر تطوراً لتحديد الموقع بالصدى، مما يشير إلى أن الاعتماد على تحديد الموقع بالصدى يقلل من الحاجة إلى التوجيه عن طريق البصر أو الشم.

### علم وظائف الأعضاء

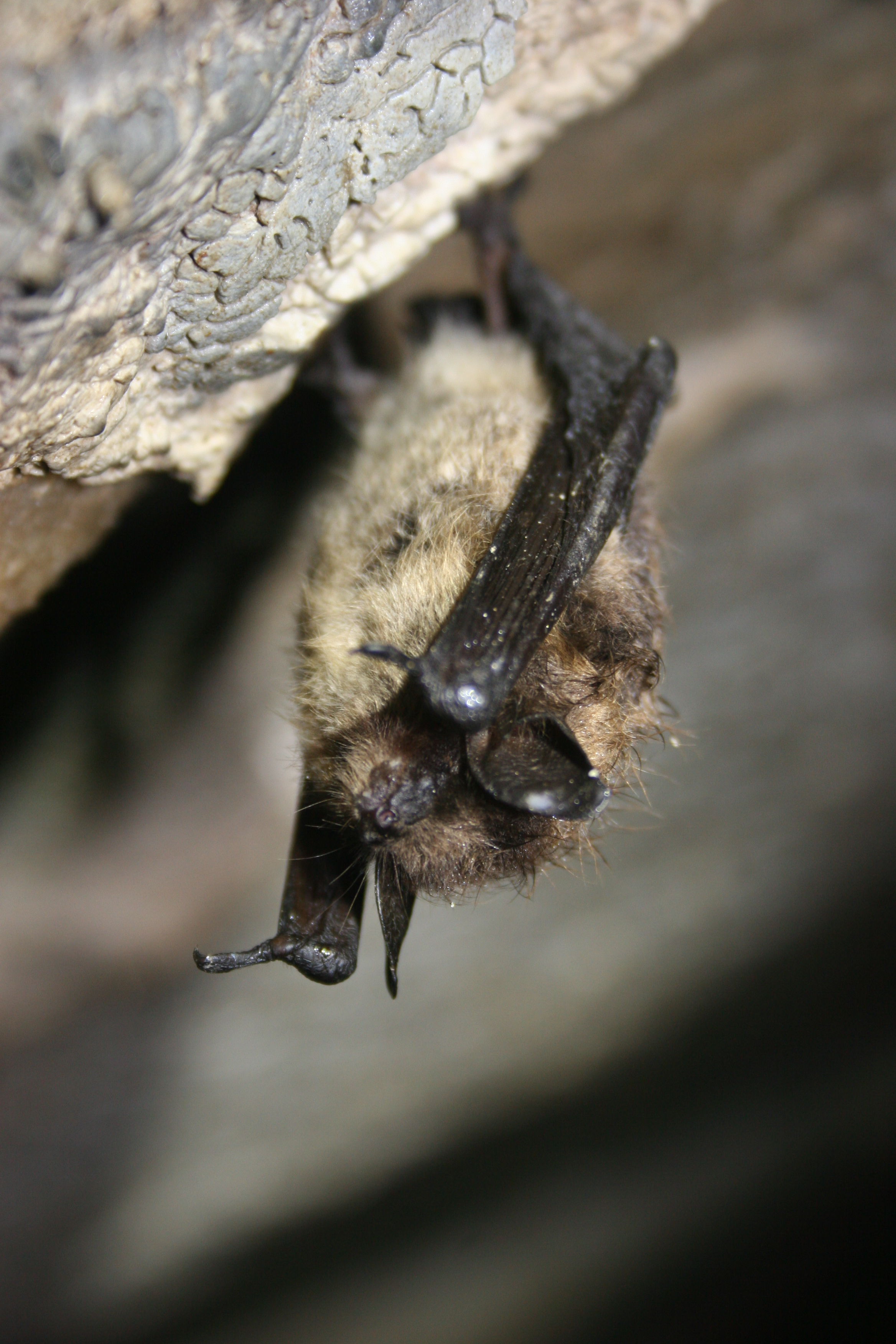
خفاش بني صغير في مرحلة السبات الشتوي

في الربيع حتى الخريف، يدخل الخفاش البني الصغير في سبات، حالة من النشاط الفسيولوجي المنخفض، يوميًا. يوفر السبات الطاقة للخفاش عندما تكون درجات الحرارة المحيطة أقل من 39 درجة مئوية (102 درجة فهرنهايت) على مدار العام و 32 درجة مئوية (90 درجة فهرنهايت) في الشتاء؛ بدلاً من إنفاق الطاقة للحفاظ على درجة حرارة ثابتة للجسم، فإنه يسمح لجسمه بالبرودة ويبطئ النشاط الفسيولوجي. أثناء السبات، ينخفض معدل ضربات القلب من ما يصل إلى 210 نبضة في الدقيقة إلى ما لا يقل عن 8 نبضات في الدقيقة. الاستثناء من هذه القاعدة هو الإناث في نهاية الحمل، والتي لم تعد لديها القدرة على تنظيم الحرارة، وبالتالي يجب أن تجثم في الأماكن الدافئة. أثناء التجثم اليومي، يمكنها التعامل مع مستويات عالية من فقدان الماء تصل إلى 25٪.
في فصل الشتاء، يدخل في حالة سبات طويلة تعرف باسم السبات للحفاظ على الطاقة، فإنه يحد من عدد المرات التي تنشأ فيها من السبات، مع وجود الأفراد في سبات مستمر لمدة تصل إلى 90 يومًا. الإثارة هي أكثر مراحل السبات تكلفة من حيث الطاقة، وهذا هو سبب ندرة حدوث ذلك لدى الأفراد. على الرغم من آلية توفير الطاقة في السبات، يفقد الأفراد ربع كتلة أجسامهم قبل السبات خلال فصل الشتاء.

### أنواع مماثلة
يمكن الخلط بين الخفاش البني الصغير وخفاش إنديانا في الشكل والمظهر. يمكن التمييز بين الاثنين من خلال افتقار الخفاش البني الصغير إلى الكالس المقعر أو النتوء الموجود بالغضروف على غشاء الطيران بين رجليه الخلفيتين. في حين أنه يحتوي على كلس، فإن الخفاش البني الصغير ليس واضحًا تقريبًا. بالإضافة إلى ذلك، يمكن تمييز الخفاش البني الصغير من خلال وجود شعر على أصابع قدميه حيث يمتد إلى ما وراء طول الأصابع. و الخفافيش الشمالية ذات أذنين طويلة وهناك أنواع أخرى مماثلة، ويمكن تمييزها من قبل آذانها التي يمكن أن تكون طويلة ومدببة

## علم الأحياء والبيئة

### التكاثر والولادة

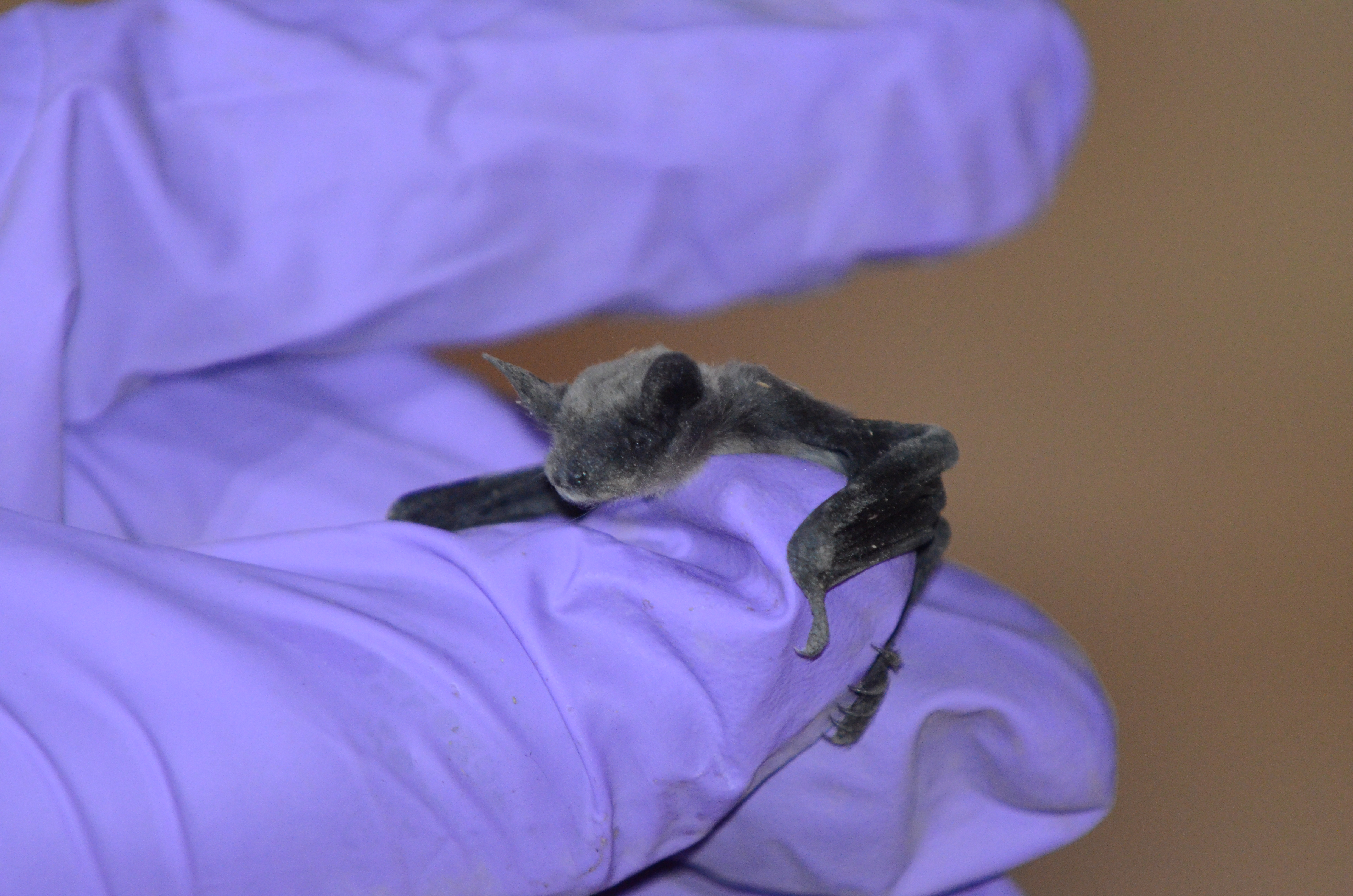
خفاش بني صغير حديث الولادة في حديقة وينستون الوطنية، الولايات المتحدة

يمتلك الخفاش البني الصغير بنية تزاوج مختلطة، مما يعني أن الخفافيش الفردية من كلا الجنسين تتزاوج مع شركاء متعددين. وهو مربي موسمي، حيث يحدث التزاوج في الخريف قبل السبات السنوي. بصفته مربيًا موسميًا، لا ينتج الذكور الحيوانات المنوية على مدار السنة؛ بدلاً من ذلك، يحدث تكوين الحيوانات المنوية من مايو حتى أغسطس من كل عام. طوال فصلي الربيع والصيف، يجثم الذكور والإناث بشكل منفصل. ومع ذلك، في الخريف، سوف يتجمع الأفراد من كلا الجنسين في نفس الشكل وسلوكه يُعرف باسم «الاحتشاد». مثل العديد من أنواع الخفافيش الأخرى، تظهر الذكور من هذا النوع سلوكيات، مع الخفافيش الذكور التزاوج بشكل عشوائي، بغض النظر عن الجنس.
يستمر الحمل لمدة 50-60 يومًا بعد الإخصاب. عند الولادة، تزن الجراء حوالي 2.2 جرام (0.078 أونصة) ويقل طول ساعدها عن 17.2 ملم (0.68 بوصة). في حين أن كتلة جسمها صغيرة مطلقة، إلا أنها هائلة بالنسبة لأمهاتها، وتزن ما يصل إلى 30٪ من وزن جسمها بعد الولادة عند الولادة. عيون وآذان الجراء مغلقة في البداية، لكن تفتح في غضون ساعات قليلة من الولادة. تنمو نموا سريعا. في حوالي ثلاثة أسابيع، يبدأ الصغار بالطيران، ويكون الطيران مماثل للبالغين في طول الساعد ولكن ليس الوزن. يتم فطام الصغار تمامًا بعمر 26 يومًا. قد تنضج الإناث جنسيًا في السنة الأولى من الحياة ينضج الذكور جنسياً في عامهم الثاني.
وهو نوع طويل العمر بالنسبة لحجم جسمه. في البرية، تم توثيق حياة الأفراد حتى 34 عامًا. متوسط العمر، مع ذلك، حوالي 6.5 سنة. يتمتع الذكور والإناث بمعدلات بقاء سنوية عالية (احتمال البقاء على قيد الحياة لسنة أخرى)، على الرغم من أن معدلات البقاء على قيد الحياة تختلف حسب الجنس والمنطقة. إحدى المستعمرات الموثقة في أونتاريو كان معدل بقاء الذكور فيها 81.6٪ ومعدل بقاء الإناث 70.8٪. مستعمرة في جنوب إنديانا كانت معدلات البقاء على قيد الحياة 77.1٪ و 85.7٪ للذكور والإناث، على التوالي.

### السلوك الإجتماعي
الخفاش البني الصغير هو نوع استعماري، مع مستعمرات سبات تتكون من ما يصل إلى 183500 فرد، على الرغم من أن متوسط حجم المستعمرة لا يزيد قليلاً عن 9000. وعادة ما تكون الأفراد داخل المستعمرات متجمعين معًا بشكل كثيف، على الرغم من أن مرض متلازمة الأنف الأبيض يجعل السبات الانفرادي أكثر شيوعًا.
خلال فصلي الربيع والصيف، تتكون هذه المستعمرات عادة من عدة مئات من الخفافيش. خارج مستعمرات الأمومة هذه، سيقيم الذكور البالغون والإناث غير الإنجابية بمفردهم أو في مجموعات صغيرة. تبدأ مستعمرات الأمومة بالتفكك في أواخر فصل الصيف.

### الغذاء
الخفاش البني الصغير ليلي، يستريح أثناء النهار ويبحث عن الطعام في الليل. عادة ما يخرج الأفراد من بيوتهم عند الغسق، بحثًا عن الطعام لمدة 1.5 - 3 ساعات قبل التوقف للتجثم. عادة ما تحدث نوبة البحث الثانية في وقت لاحق من الليل، وتنتهي عند الفجر.

### الأصوات
الأصوات التي تصدرها الخفافيش البنية الصغيرة قليلة ولكنها تشمل «التزمير» الذي يساعدها على منع الاصطدامات الجوية بين البالغين الذين يبحثون عن الطعام. قد تمكن موجات تحديد الموقع بالصدى الأفراد من تحديد المواقع النشطة ومواقع الإسبات. ينتج الشباب دعوات العزلة التي تساعده على التعرف على أمه وأخوته الباقين.

## الطيران

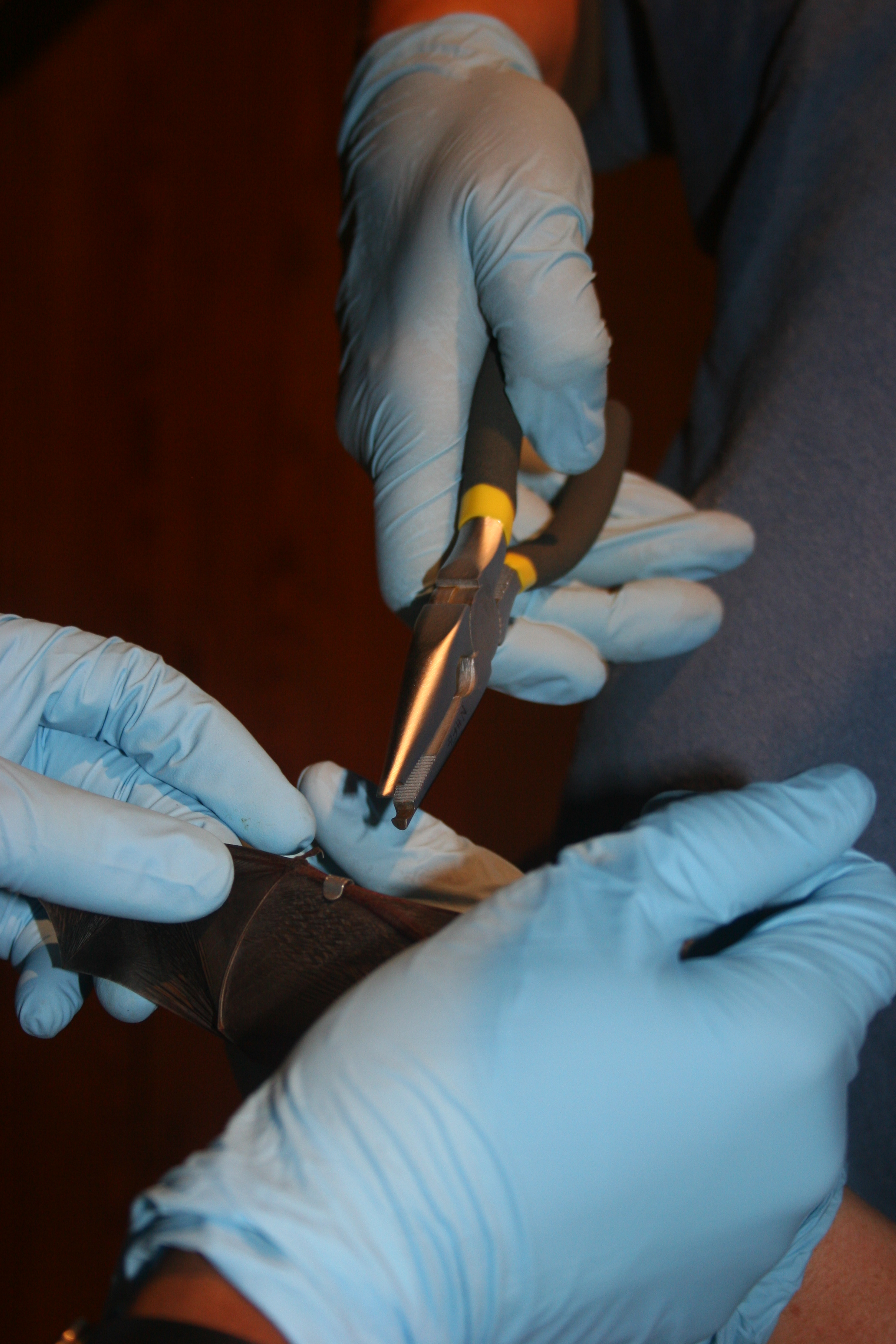
إختبار جناح خفاش بني صغير

بناءًا على أحد الدراسات العلمية التي أجريت على فرد واحد على خفاش بني صغير فأنه يطير بسرعة 5.5 كم (3.4 ميل في الساعة)؛ ويزيد إلى 8.9 كم (5.5 ميل في الساعة) عند الطيران فوق سطح الماء. في إحدى الدراسات التي أجريت على 22 أنثى من هذا الخفاش في كندا، كان متوسط نطاق المنزل للإناث الحوامل 30.1 هكتار (74 فدانًا) والإناث المرضعات كان متوسطهن 17.6 هكتارًا (43 فدانًا).
وتنتج الإناث تنتج ترددات ذات تردد عالي الكثافة (FM) والتي تستمر من أقل من واحد مللي بالثانية إلى حوالي 5 مللي ثانية ولها معدل مسح من 80-40 كيلوهيرتز، مع معظم طاقتها عند 45 كيلو هرتز. يصدر الأفراد ما يقرب من 20 تردد في الثانية أثناء الرحلة.
تستهلك مجموعة متنوعة من مفصليات الأرجل الأنواع، بما في ذلك الحشرات و العناكب وتشمل أنواع الفرائس الخنافس، الذباب، ذباب مايو، النمل، العث، وأنواع كثيرة أخرى كما أنها تستهلك البعوض، وقد وثقت إحدى الدراسات أنه في اثنتي عشرة مستعمرة في ولاية ويسكونسن، تحتوي 71.9٪ من عينات براز مأخوذة من الخفافيش البني الصغير على الحمض النووي للبعوض. 
أثناء الحمل المتأخر، عندما تكون الطلب على الطاقة مرتفعًا، تستهلك الإناث حوالي 5.5 جرام (0.19 أونصة) من الحشرات ليلاً، أو 1.3 جرام (0.046 أونصة) من الحشرات لكل ساعة من البحث عن الطعام. بمتوسط كتلة جسم يبلغ 9.0 جرام (0.32 أونصة)، هذا يعني أن الإناث الحوامل تستهلك 61٪ من وزن جسمهن كل ليلة. ومع ذلك، فإن الطلب على الطاقة أثناء الرضاعة أعلى، حيث تستهلك الإناث 6.7 جم (0.24 أوقية) من الحشرات ليلاً، أو 1.7 جم (0.060 أونصة) من الحشرات لكل ساعة من البحث عن الطعام. نظرًا لأن متوسط كتلة الإناث المرضعات يبلغ 7.9 جم (0.28 أونصة)، فهذا يعني أنهن يستهلكن ما يقرب من 85٪ من وزن جسمهن كل ليلة. مع نمو الجرو، تتطلب الرضاعة المزيد والمزيد من الطاقة؛ في ذروة الرضاعة المتوقعة بعمر 18 يومًا، يجب أن تستهلك الأنثى 9.9 جم (0.35 أونصة) من الحشرات في الليلة، أو 125٪ من وزنها.
من العبارات التي كثيراً ما يتم ذكرها أن «الخفافيش يمكنها أكل 1000 بعوضة في الساعة». بينما يأكل الخفاش البني الصغير البعوض ولديه احتياجات عالية من الطاقة، فإن الدراسة التي كانت أساس هذا الادعاء كانت تجربة تم فيها وضع الأفراد في غرف مليئة إما بالبعوض أو ذباب الفاكهة لمدة تصل إلى 31 دقيقة، التقطوا ما معدله 1.5-5.7 بعوضة في الدقيقة. الشخص الأكثر كفاءة في اصطياد ذباب الفاكهة يتم اصطياده بمعدل 14.8 في الدقيقة لمدة 15 دقيقة. ينتج عن استقراء هذه الأرقام استنتاجات مفادها أنه يمكن أن يأكل ما يقرب من 340 بعوضة في الساعة، أو 890 من ذباب الفاكهة. ومع ذلك، لا يوجد ما يضمن أن الأفراد يتغذون بهذه الكفاءات العالية لفترات طويلة من الزمن، أو أن الفريسة كثيفة بدرجة كافية في البيئات الطبيعية للسماح بمعدلات الالتقاط التي لوحظت في المناطق المغلقة.

## وصلات خارجية
- إنتشار متلازمة الأنف الأبيض عن طريق الخفافيش البنية الصغيرة